# Michal Rozsíval
Michal Rozsíval (Vlašim, Češka, tada ČSSR, 2. rujna 1978. -), profesionalni igrač hokeja na ledu. Igra na položaju obrambenog igrača za New York Rangerse (stanje u veljači 2006.), u NHL-u.
Rozsival je izabran od strane Pittsburgh Penguinsa u četvrtom krugu (a sveukupno 105.) NHL Entry Drafta 1996. godine.
| 2005/06.  | New York Rangers | NHL | 43  | 1  | 10 | 11 | 52  | - | - | - | - | - |
| 5. sezona | Karijera         | NHL | 280 | 19 | 57 | 76 | 213 | 2 | 0 | 0 | 0 | 4 |

Stanje na 1. siječnja 2006. godine.